# العلاقات الباكستانية السعودية
العلاقات السعودية الباكستانية هي العلاقات الثنائية بين المملكة العربية السعودية ودولة باكستان. وهي علاقات تاريخية وثيقة وودية إلى حد كبير. وتعتبر هذا العلاقات رائدة وقوية جدا في العالم الإسلامي. سعت السعودية وباكستان لتطوير العلاقات التجارية والثقافية والدينية والسياسية والاستراتيجية منذ تأسيس باكستان في عام 1947. باكستان تؤكد أهمية علاقتها مع المملكة العربية السعودية في السياسة الخارجية والسعي لتطوير العلاقات الثنائية لتكون علاقتها أقوى من قبل مع المملكة العربية السعودية. تعتبر المملكة العربية السعودية باكستان أقرب حلفائها من غير العرب وأقرب حليف من المسلمين. وفقا لمركز بيو للدراسات أن 95% من الباكستانيين يفضلون السعودية ولا يرون فيها أي شي سلبي. باكستان تملك جيش يعتبر من أكبر الجيوش في العالم وأيضاً هي الدولة المسلمة الوحيدة التي تملك أسلحة نووية مما جعلها مميزة في نظر السعودية. صرحت هيئة الإذاعة البريطانية في 2013 أن المملكة العربية السعودية قد استثمرت في مشاريع الأسلحة النووية الباكستانية. ونفى كل من باكستان والمملكة العربية السعودية الخبر.

## مقارنة بين البلدين
| الاسم                                               | باكستان                        | المملكة العربية السعودية           |
| الاسم الرسمي                                        | جمهورية باكستان الإسلامية      | المملكة العربية السعودية           |
| --------------------------------------------------- | ------------------------------ | ---------------------------------- |
| الشعار                                              |                                |                                    |
| العلم                                               | باكستان                        | السعودية                           |
| اللغات الرسمية                                      | الأردية والإنجليزية            | اللغة العربية                      |
| تعداد السكان                                        | 209.970.000 (2017)             | 33,000,000                         |
| الكثافة السكانية                                    | 244.4 كم / 633 ميل مربع        | 15 / كم² (38.8 / ميل مربع)         |
| عاصمة                                               | اسلام آباد                     | مدينة الرياض                       |
| أكبر مدينة                                          | كراتشي (14,910,352 نسمة)       | الرياض (7,667,654 نسمة)            |
| المساحة                                             | 881913 كم² (340,509 ميل مربع)  | 2149690 كم² (830,000 ميل مربع)     |
| سياسة                                               |                                |                                    |
| نظام الحكم                                          | جمهورية برلمانية اتحادية       | الملكية الإسلامية المطلقة الوحدوية |
| الزعيم الحالي                                       | عمران خان                      | محمد بن سلمان                      |
| أفراد الجيش                                         | 653800                         | 227000                             |
| النفقات العسكرية                                    | 11٫4 مليار دولار أمريكي (2018) | 69.4 مليار دولار                   |
| اقتصاد                                              |                                |                                    |
| الناتج المحلي الإجمالي (الاسمي)                     | 324.73 مليار دولار (2018)      | 748.003 مليار دولار (2019)         |
| الناتج المحلي الإجمالي (تعادل القوة الشرائية)       | 1.141 تريليون دولار (2018)     | 1.845 تريليون دولار                |
| الناتج المحلي الإجمالي (الاسمي) للفرد               | $ 1650                         | 22.649 دولار                       |
| الناتج المحلي الإجمالي (تعادل القوة الشرائية) للفرد | $ 5374                         | $ 55859                            |
| مؤشر التنمية البشرية                                | ▲ 0.562 (متوسط)                | ▼ 0.853 (مرتفع جدًا)                |

## التاريخ
منذ تأسيس باكستان في عام 1947، سعت المملكة العربية السعودية وباكستان إلى تطوير علاقات تجارية وثقافية ودينية وسياسية واستراتيجية واسعة النطاق. تؤكد باكستان أن علاقتها مع المملكة العربية السعودية هي «أهم شراكة ثنائية» في السياسة الخارجية الحالية لباكستان، وأنها تعمل وتسعى لتطوير علاقات ثنائية أوثق مع المملكة، التي تُعد أكبر دولة في شبه الجزيرة العربية ووجهة الحجاج المسلمين من جميع أنحاء العالم لكونها تستضيف أقدس مدينتين لدى المسلمين، مكة المكرمة والمدينة المنورة.
وفقًا لمسح أجراه «مركز بيو للأبحاث»، فإن الباكستانيين هم الأكثر إيجابية بخصوص السعوديين في العالم، حيث ينظر 9 من كل 10 من المشاركين إلى المملكة العربية السعودية بشكل إيجابي. حاولت المملكة في كثير من الأحيان تعزيز علاقاتها مع باكستان من خلال المنح والقروض، وغالبا ما تكون هذه هدايا ذات قيمة دينية رمزية. على سبيل المثال، في عام 2014، قدمت المملكة العربية السعودية لباكستان 200 طن من التمور كبادرة صداقة.
في 2 أبريل 2014، ذكرت جريدة باكستان اليوم أن باكستان ستبيع طائرات جيه إف-17 ثاندر إلى المملكة العربية السعودية، بعد أن منحت المملكة مبلغ 1.5 مليار دولار لباكستان في أوائل عام 2014.

## العلاقات الدبلوماسية
المملكة العربية السعودية وباكستان عضوان قياديان في منظمة التعاون الإسلامي. تعد المملكة العربية السعودية واحدة من أقوى المؤيدين لباكستان خلال حروبها مع الهند، وقد عارضت أيضا قرار انفصال إقليم باكستان الشرقية (بنغلاديش حاليا) عن باكستان في عام 1971.
تدعم المملكة العربية السعودية موقف باكستان من الصراع في كشمير، وتؤيد الموقف الباكستاني في عملية السلام الهندية الباكستانية[بحاجة لمصدر]. في الثمانينات، قدم البلدان معا دعما ماليا وسياسيا واسع النطاق لطالبان والمجاهدين الأفغان خلال الحرب السوفيتية-الأفغانية. خلال حرب الخليج الثانية في الفترة 1990-1991، أرسلت باكستان قوات لحماية الأماكن المقدسة في السعودية، لكن الأمور تطورت عندما عبر بعض السياسيين الباكستانيين ومعهم الجنرال ميرزا أسلم بيك، رئيس أركان الجيش الباكستاني آنذاك، عن دعمهم لنظام صدام حسين في العراق وغزوه للكويت. إلى جانب الإمارات العربية المتحدة، كانت المملكة العربية السعودية وباكستان الدولتان الوحيدتان اللتان اعترفتا بحكم طالبان في أفغانستان.

## العلاقات الاقتصادية
المملكة العربية السعودية هي أكبر مصدر للنفط لباكستان. كما أنها تُوفر مساعدات مالية كبيرة لباكستان، وتحويلات المهاجرين الباكستانيين في المملكة العربية السعودية هي أيضا مصدر رئيسي للعملات الأجنبية لباكستان. في السنوات الأخيرة، قام البلدان بتبادل وفود رفيعة المستوى بينهما ووضع خطط لتوسيع التعاون الثنائي في مجالات التجارة والتعليم والعقارات والسياحة وتكنولوجيا المعلومات والاتصالات والزراعة. تُساعد المملكة العربية السعودية في تطوير العلاقات التجارية مع باكستان من خلال مجلس التعاون الخليجي، والذي تتفاوض معه باكستان حول إنشاء اتفاقية تجارة حرة. في عام 2006، بلغ حجم التبادلات التجارية بين باكستان ودول مجلس التعاون الخليجي 11 مليار دولار أمريكي. يشمل التعاون المالي 3 مليارات دولار من المساعدات والقروض، تم إيداع 1.5 مليار دولار منها في البنك المركزي الباكستاني. في عام 2018، وافقت المملكة العربية السعودية على إنشاء مصفاة لتكرير النفط في جوادر تبلغ طاقتها المقترحة 500,000 برميل يوميا. في عام 2019، دفعت المملكة العربية السعودية 20 مليار دولار لتمويل المشاريع التنموية في باكستان. وفي 8 أبريل 2024 أعلنت السعودية وباكستان التزامهما بتسريع الموجة الأولى من حزمة استثمارية بقيمة 5 مليارات دولار، وذلك خلال لقاء رئيس الوزراء الباكستاني محمد شهباز شريف، بولي العهد السعودي الأمير محمد بن سلمان في المملكة.

## مجال الطاقة

### البترول
في فبراير 2019، أعلنت شركتا أرامكو وسابك السعوديتين عن إقامة مصفاة للنفط وصناعة البتروكيماويات بقيمة 10 مليارات دولار في المياه العميقة لميناء جوادر في إقليم بلوشستان. سيساهم هذا المشروع أيضا في عملية نقل النفط من السعودية إلى الصين ودول آسيا الوسطى. عملية نقل الوقود إلى الصين عبر باكستان سوف تستغرق 7 أيام فقط، في حين كانت تستغرق 40 يوما من خلال الطريق الغربي عبر المحيط الهندي.

### التعدين
يُعتقد أن المملكة العربية السعودية ربما ستستثمر في منجم النحاس ريكو ديك الذي يقع في بلوشستان غرب باكستان. يمثل المنجم أحد أكبر احتياطيات النحاس في باكستان وفي العالم حيث يقدر احتياطيه بحوالي 5.9 مليار طن من النحاس الخام بنسبة 0.41٪. يحتوي المنجم أيضا على احتياطي ذهب يصل إلى 41.5 مليون أونصة.

## العلاقات الثقافية

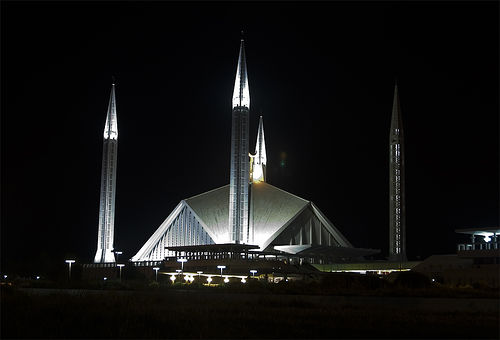
تمت تسمية مسجد فيصل في باكستان على شرف اسم الملك فيصل ملك المملكة العربية السعودية، والذي دعم ومول بناء المسجد.

كما قدمت المملكة العربية السعودية مساعدات دينية وتعليمية واسعة النطاق لباكستان، كونها مساهما رئيسيا في بناء المساجد والمدارس الدينية في جميع أنحاء باكستان، بما في ذلك مسجد فيصل في إسلام أباد، والذي سمي على شرف اسم الملك فيصل بن عبد العزيز. زاد عدد المدارس الدينية من 800 في عام 1980 إلى 27,000 عام 1997 وجميعها مُمول من المملكة العربية السعودية.[بحاجة لمصدر]
منذ عام 1947، تتلقى الأحزاب السياسية تمويلا لأنشطتها السياسية في البلاد. في عام 1977، تم تغيير اسم مدينة ليالبور الباكستانية إلى فيصل آباد تكريما للملك فيصل. لا تزال المملكة العربية السعودية مقصدا رئيسيا للهجرة بين الباكستانيين، حيث يبلغ عدد الباكستانيين في المملكة العربية السعودية ما بين 900,000 و 1 مليون. كانت المملكة العربية السعودية داعما رئيسيا لبرنامج «أسلمة باكستان» الذي تبناه الحاكم العسكري ضياء الحق في السبعينيات. في عام 2006، حصل الملك عبد الله عاهل المملكة العربية السعودية على وسام نيشان باكستان، وهو أعلى وسام مدني في باكستان.

## التعاون العسكري
باكستان والسعودية تحتفظان بعلاقات عسكرية وثيقة حيث يقوم كل من الجيش الباكستاني والجيش السعودي بإجراء مناورات عسكرية مستمرة لتطوير سلاح مشاة وسلاح الجو والقوات البحرية. تفاوضت السعودية على شراء صواريخ باليستية باكستانية قادرة على حمل رؤوس نووية ، وشراء أسلحة نووية من باكستان لتمكينها من مواجهة تهديدات محتملة من إيران وإسرائيل. كما موُلت السعودية سرا برنامج لصناعة أول قنبلة ذرية إسلامية في باكستان. تبادلت السعودية وباكستان وفدا رفيع المستوى وعلماء لدراسة برنامج القنبلة النووية السعودية.

### مناورات الصمصام
مناورات الصمصام أو (بالإنجليزية: Al Samsam Maneuvers)‏ هي مناورات عسكرية مشتركة تقام بين كل من القوات البرية الملكية السعودية والقوات البرية الباكستانية في عام 2011م.

### مناورات صقور السلام
مناورات صقور السلام أو (بالإنجليزية: Peace Hawks Maneuvers)‏ هي مناورات عسكرية جوية مشتركة تقام بين كل من سلاح الجو السعودي وسلاح الجو التركي وسلاح الجو الباكستاني وتشارك فيها كل دولة بعناصر من قواتها الجوية.

### مناورات نسيم البحر
مناورات نسيم البحر أو (بالإنجليزية: Sea Breeze Maneuvers)‏ هي مناورات عسكرية بحرية مشتركة تقام بين كل من القوات البحرية الملكية السعودية والقوات البحرية الباكستانية.

## الزيارة السعودية لباكستان 2019
قام ولي العهد السعودي محمد بن سلمان، بزيارة لباكستان في فبراير 2019. كانت باكستان المحطة الأولى في جولة لولي العهد شملت باكستان والهند والصين. أثناء وجوده هناك، تلقى ولي العهد هدية من أعضاء مجلس الشيوخ الباكستاني عبارة عن مسدس رشاش مطلي بالذهب. خلال هذه الزيارة تم توقيع اتفاقية لإنشاء مجمع للبتروكيماويات وتكريرالنفط في مدينة جوادر بقيمة 10 مليارات دولار.